# Lac Rieutard
Pour les articles homonymes, voir Rieutard.
Le lac Rieutard est un plan d'eau douce du bassin versant de la rivière Jacques-Cartier, et des sous-bassins de la rivière Jacques-Cartier Nord-Ouest et de rivière Cavée, dans le territoire non organisé de Lac-Jacques-Cartier, dans la municipalité régionale de comté (MRC) de La Côte-de-Beaupré, dans la région administrative de la Capitale-Nationale, dans la province de Québec, au Canada.
La zone autour du lac est desservie par une route forestière secondaire qui passe du côté est.
La foresterie constitue la principale activité économique du secteur; les activités récréotouristiques, en second. Le lac Rieutard est situé au cœur de la Réserve faunique des Laurentides.
La surface du lac Rieutard est habituellement gelée du début de décembre à la fin mars, toutefois la circulation sécuritaire sur la glace se fait généralement de la mi-décembre à la mi-mars.

## Géographie
Les principaux bassins versants voisins du lac Rieutard sont:
- côté nord: lac Franchère, lac Germain, ruisseau Joyal;
- côté est: ruisseau Côte l'Enfer, rivière Jacques-Cartier;
- côté sud: rivière Cavée, rivière Jacques-Cartier Nord-Ouest;
- côté ouest: rivière aux Écorces du Milieu.

Le lac Rieutard comporte une longueur de 1,1 km, une largeur de 0,4 km et une altitude de 808 m. Outre la décharge (venant de l'est) d'un ensemble de lacs (Mérillon, Dugas, de la Rocaille, Hardy, Joug et Dan), ce lac est aussi alimenté par cinq ruisseaux riverains. Il comporte trois petites îles. L’embouchure du lac Rieutard est située au sud-est, à:
- 19,3 km au Nord de la confluence de la rivière Cavée et de la rivière Jacques-Cartier Nord-Ouest;
- 33,8 km au nord-ouest de la confluence de la rivière Jacques-Cartier Nord-Ouest et de la rivière Jacques-Cartier;
- 116,6 km au nord de la confluence de la rivière Jacques-Cartier et du fleuve Saint-Laurent[2].

À partir de l’embouchure du lac Rieutard, le courant suit consécutivement le cours de la rivière Cavée sur 30,3 km vers le sud, le cours de la rivière Jacques-Cartier Nord-Ouest sur 23,9 km généralement vers l’ouest, puis vers le nord, le cours de la rivière Jacques-Cartier sur 60,2 km généralement vers le sud, jusqu’à Donnacona où il conflue avec l’estuaire du Saint-Laurent.

## Toponymie
Le terme "Rieutard" constitue un patronyme de famille d'origine française. Dans l'histoire, ce patronyme s'est répandu particulièrement en France et en Louisiane.
Le Bulletin des Recherches historiques, vol. XVIII, 1912, page 3, publiait : « Les docteurs Rieutord Père et Fils Sur le Nancy en rade de Québec, en 1759, se trouvait un Gascon. Jean-Baptiste Rieutord, chirurgien, de Grammont. Il venait, sans se douter que le pays passerait bientôt à l'Angleterre, se fixer au Canada. Il s'établit à la Baie Saint-Paul où il épousa en 1758, une jeune et vaillante canadienne, Pélagie Perron, âgée de dix-neuf ans. De là, il passa au Château-Richer où il éleva sa famille... ». Le toponyme « lac Rieutard » a été officialisé le 5 décembre 1968 par la Commission de toponymie du Québec.